# بوبا هاريس
بوبا هاريس (بالإنجليزية: Bubba Harris)‏ مواليد 7 أغسطس 1985، هو دراج أمريكي.

## روابط خارجية
- بوبا هاريس على موقع CycleBase (الإنجليزية)
- بوبا هاريس على موقع نتائج كأس العالم لسباقات دراجات (بي.أم.إكس) (الإنجليزية)